# Mario Lavorato
Mario Lavorato (* 31. Januar 1956 in Mandatoriccio) ist ein italienischer Mafioso. Bekannt wurde der verurteilte Gastwirt, weil er Personen des öffentlichen Lebens im Raum Stuttgart bedient hatte. So war der CDU-Politiker Günther Oettinger in den 1990er-Jahren mit ihm befreundet. Bereits zu diesem Zeitpunkt gab es Ermittlungen gegen den Mafioso, welche jedoch einzig zu einer Verurteilung wegen Steuerhinterziehung führten. Lavorato wurde 2018 von der italienischen Justiz festgenommen und zu elf Jahren Haft verurteilt, weil er Beziehungen zur ’Ndrangheta hat und Mitglied des Farao-Marincola-Clans ist. Ermittler der baden-württembergischen Polizei wollten, basierend auf seiner Verurteilung, Folgeermittlungen anstrengen, sie wurden jedoch versetzt. In zweiter Instanz wurde die Haftstrafe von gut zehn Jahren auf acht Jahre und acht Monate reduziert. Vermögen in Höhe von 3 Millionen Euro wurde eingezogen, darunter eine Hotelanlage, Autos und Konten. Im Juni 2024 wies der Kassationsgerichtshof in Rom Lavoratos Revision zurück; die Verurteilung ist damit rechtskräftig.